# Lillhagen
Lillhagen, eller mer officiellt Lillhagsparken, är ett område på Hisingen i Göteborgs kommun.
Lillhagen är mest känt för det psykiatriska sjukhuset Lillhagsparkens sjukhus och konstnärsgruppen Lillhagenmålarna som ställde ut på Göteborgs konsthall första gången 1968. I Lillhagen finns också bostadsområden och stora naturområden.